# 高橋克実
高橋 克実（たかはし かつみ、1961年4月1日 - ）は、日本の俳優、タレント、声優、司会者。新潟県三条市出身。シス・カンパニー所属。愛称は「カッツミー」。

## 略歴
- 実家は日用雑貨店[1]。新潟県立三条東高等学校卒業後に上京し、予備校生として京王井の頭線東松原駅近くの寮に住み、浪人生活を送る[1]。2浪を経て、私立大学に入学するも程なくして中退。紆余曲折の末、松田優作に憧れ役者の道を志す[1]。
- 1987年、劇団離風霊船に入団[2]。同年、映画『ウェルター』の端役で映画デビュー。
- 1993年、NHKドラマ新銀河『トーキョー国盗り物語』でヒロイン（の1人）の相手役に抜擢され、ドラマ初出演。しかし、本人曰く「あまりのNGの多さに本人の知らないところで脚本が変更され、転勤という設定で途中降板させられた」そうで、そのことをドラマを観ていて相手役の女優の台詞で初めて知ったとも語っている。同年32歳の頃にシス・カンパニーに所属[3]。
- 1998年、劇団離風霊船を退団[2]。同年、『ショムニ』（フジテレビ）での寺崎人事部長役でブレイクし、これが大きな転機となり様々な番組にて人気を博す[3]。2000年代に入り同じ事務所に所属している八嶋智人と司会を務めたバラエティ番組『トリビアの泉』（フジテレビ）は高視聴率を記録し、俳優のみならずタレント・番組司会者でも活躍の幅を広げていく。一方で本業である俳優業でも並行して活躍し、主役・脇役限らず硬派や演技力の高い演技で知られる。2006年の土曜ワイド劇場特別企画『ユニット』（テレビ朝日）では DV夫で悪徳刑事という悪役、同年のフジテレビ金曜エンタテイメント『こちら新宿駆けこみ寺』（ドラマ初主演）では主人公の型破りな助っ人役、また 2008年のNHK土曜ドラマ『フルスイング』（連続ドラマ初主演）では生徒と同僚教師たちに力強い愛で教師の情熱を注いだ主人公の高林導宏役を演じ、ギャラクシー賞2008年2月度月間賞を受賞した。
- 2012年前期、『梅ちゃん先生』でヒロインの父親役として、連続テレビ小説へのメインキャストでの初出演を果たした。
- 2014年、チャラン・ポ・ランタンとデュエットした『ぎんなん楽団カルテット』がNHK「みんなのうた」の10月 - 11月の新曲として採用され、11月5日にCDを発売[4]。
- 2015年3月30日より放送開始の情報番組『直撃LIVE グッディ!』（フジテレビ）のメインキャスターに就任。自身初の帯番組となり、番組終了の2020年9月25日まで務めた。
- 2022年8月2日、故郷新潟県三条市初のPRアンバサダーに就任[5][6]。
- 2022年10月、俳優デビュー35年目にして初主演となる映画『向田理髪店』が公開[7]。
- 2023年5月10日、体調不良のため、全国公演中の舞台『帰ってきたマイ・ブラザー』の名古屋公演への出演を見合わせること、および代役を同作の演出家で俳優の小林顕作が務めることが所属事務所から発表された[8]。

## 人物

### 趣味・嗜好
- 子供の頃からの大の映画好き[2]。趣味はサーフィン。
- 松田優作の大ファン。出演映画を何度も観て服装をまねたり、ポスターでの姿を真似た写真を撮ったりするなどの熱狂的なファンで、それが高じて役者になったことをことあるごとに語っている[2]。後に、優作の息子である松田翔太とドラマ『ドン★キホーテ』で共演した。
- また、松田と同じくドラマ『太陽にほえろ!』（日本テレビ）の人気刑事役である萩原健一のファンでもあり、中学時代は友達の前でよく松田や萩原のモノマネをしていた[3]。
- ミーハーな性格で、本人は「憧れの役者さんたちと映画やドラマで共演したり、プライベートで偶然会えることが今の僕の原動力になっている」としている[注 1]。

### 交友関係
- 『トリビアの泉』などで共演した八嶋智人とは公私共に仲が良く、長年の付き合いがある。スクーバダイビングの免許を取りに2人でサイパン旅行（パックツアー参加）をしたことがある。
- 嵐の二宮和也とは共演が多く（『あぶない放課後』『熱烈的中華飯店』『優しい時間』『拝啓、父上様』『オリエント急行殺人事件』など）、プライベートでも交遊がある。また、同じ嵐の櫻井翔とも『特上カバチ!!』の共演がきっかけで交友がある。

### 学生時代
- 子供の頃は、JR東三条駅近くの商店街で金物屋を営む父、専業主婦の母、3歳下の妹と暮らしていた[3]。両親が映画好きで、特に陽気な性格で落語などの芸事好きだった父には時々映画に連れて行ってもらった[注 2]。ちなみに幼稚園の頃、地元の信用金庫のCMに家族で出演したことがある[3]。子供の頃からテレビっ子で目立ちたがり屋な性格で、特にドラマ『太陽にほえろ!』が大好きだった[3]。小学4年生の頃から東京に強い憧れを持ち始める[注 3]。
- 中学生の頃は野球部に所属していたが、レギュラーにはなれなかった。3年生の頃に低身長（当時142cm）であることにコンプレックスを抱いていた[3]。後日人づてに“バスケをやれば背が伸びるらしい”という話を聞いたことから、高校進学後に籠球（ろうきゅう）部に入部[3]。その後実際に身長が伸びたことでコンプレックスから開放された。高校では女子にモテたい一心から、バスケと並行してフォークソング同好会にも所属した[注 4]。

### 上京後の生活、俳優の道へ
- その後進路を考える時期に“上京すること”を第一に考えて、父親に「東京の大学に進学したいから予備校に行かせてほしい」と頼み込んだ[3]。何とか許可をもらい、上京後は東松原駅（京王井の頭線）の予備校の寮で暮らし始めた[3]。しかし、ほどなくして東京各地を散策したり、映画館通いに夢中になる余り予備校に通わなくなる[3]。
- 欠席が続いたため寮を出ざるを得なくなり、これを知った父親に怒られて勘当同然となり仕送りも止められた[3]。風呂なしの安いアパートに転居し[3]、原宿セントラルアパートの1階にあった飲食店でのアルバイトなどをして生活費を稼いだ[3]。同時期に映画に憧れて出てみたいとの思いから俳優を目指し始めた[注 5]。その後妹が東京での就職が決まり(時期は不明)、父親から「娘が心配だから一緒に暮らしてやれ」と言われて勘当が解かれ、風呂ありのアパートに引っ越して妹と同居生活を送った[3]。
- 20代前半で様々なエキストラのオーディションに落ち続けると、同じように落選が続く若者たちと顔見知りとなった[2]。彼らと今後について話し合った[注 6]結果、後日新宿の小劇場「タイニイアリス」で初舞台(作品名は不明)を踏む。その時の仲間のつてで、26歳の頃に劇団離風霊船に入団することとなった[3]。
- しかしその後も中々芽が出ず、翌年「次の作品を最後に新潟の実家に帰ろう」と役者を諦めかけた[2]。そして最後のつもりで、劇団主宰・大橋泰彦の作・演出作品『ゴジラ』にモスラ役で出演[2]。すると同作品で大橋が、新人劇作家の登竜門と言われる岸田國士戯曲賞を受賞[注 7]。これに加え1980年代に起こった小劇場ブームも相まって高橋も色々な公演に呼ばれるようになり、役者を続けることを決めた[2]。

### 婚姻について
- 1995年に結婚したが、2006年に離婚している[9]。
- 2011年2月16日、かねて交際が報道されていた14歳下（当時35歳）の一般人女性と同年1月に再婚したことを事務所を通じ、FAXで報告した[10]。
- 2012年4月9日、妻が妊娠4か月目に入り、同年10月に出産予定であることを所属事務所を通じて発表、51歳にして初めて子を持つことを明らかにした[11]。
- 2012年9月26日、前日午後1時47分に長男が誕生したことを事務所の公式サイトで発表し、その際に「髪の毛も生えています」とのコメントを添えた[12]。
- 2015年6月19日に放送された、自ら司会を務める情報番組『直撃LIVE グッディ!』（フジテレビ）内で、5月に第2子となる女児が誕生していたことを明らかにした[13]。

### エピソード
- 下積み生活が長く『ショムニ』に出演する38歳までアルバイトで生計を立てていたという苦労人[1]。アルバイトを辞めた後実際に役者業だけて（食費などを切り詰めずに）生活できるようになったのは、40歳を過ぎてから[3]。
- 神奈川県相模原市のアパートに住んでいた頃はビニール本配達の仕事を月収3万でしていた。他にラブホテルの車庫入れ係、ディスコの黒服、レンタルビデオ店の店長など、数々のアルバイトを経験しているが、中でも最も長く続けたのは、野立て看板を立てる仕事であった[14]。
- 2010年2月27日放送の『トリビアの泉』の特番にて高橋が自らトリビアを投稿し、自身が『ピタゴラ装置』のギネス世界記録を持っていることを明かした。しかし、確認VTRにおいて高橋は実際はギネス記録に挑戦していたグループの現場にたまたま居合わせただけだったことが発覚した。
- 劇団離風霊船時代に、劇団遊眠社出身の田山涼成に出会ったことが縁で、その後彼の所属事務所（シス・カンパニー）への所属が決まった[2]。
- 初主演映画『向田理髪店』の監督・森岡利行とは、劇団離風霊船で一緒に芝居をしていた[2]。
- 過去に喫茶店で女性に水を掛けられた事があると「トリビアの泉」の一言オチで告白した。

## 受賞歴
2024年
- 第31回読売演劇大賞 優秀男優賞（『海をゆく者』）

## 出演

### テレビドラマ

#### 1990年代
- トーキョー国盗り物語（1993年、NHK総合） - 室岡洋輔 役
- 大河ドラマ 花の乱（1994年、NHK総合） - 与市 役
- 部屋においでよ（1995年、TBS） - マスター 役
- 魚河岸のプリンセス（1995年、NHK総合） - 勝利 役
- 松本清張特別企画・父系の指（1995年、TBS）
- ジューン・ブライド（1995年、TBS）- 衣笠富士男 役
- 正義は勝つ（1995年、フジテレビ） - 保険会社社員 役
- ピュア（1996年、フジテレビ） - マスター 役
- 天晴れ夜十郎 8話（1996年、NHK総合） - 丑松 役
- 勝利の女神（1996年、関西テレビ） - 大石正治 役
- おーい!ムコどの（1996年、TBSテレビ）
- ハロー張りネズミ（1996年、TBS）
- 3番テーブルの客 第7話（1996年、フジテレビ） - 主演
- 連続テレビ小説 あぐり 第13週（1997年、NHK総合) - 警察官 役
- 女検事・霞夕子 11「家族写真」（1997年、日本テレビ）
- 車椅子の弁護士・水島威「美人コンパニオン殺人事件」（1997年、テレビ朝日） - 刑事 役
- 研修医なな子（1997年、テレビ朝日） - 近藤昇 役
- 左手に告げるなかれ（1997年、フジテレビ） - 犬丸刑事 役
- ラブジェネレーション 第10話 （1997年12月15日、フジテレビ） - クライアント社員 役
- 警部補 佃次郎 4「仮説の行方」（1997年12月16日、日本テレビ） - 中谷五郎 役
- はみだし刑事情熱系PART2 第11話（1997年12月24日、テレビ朝日） - 横田徹 役
- 踊る大捜査線シリーズ - 内田晋三 役
  - 踊る大捜査線 歳末特別警戒スペシャル（1997年、フジテレビ） - 内田晋三 役
  - 踊るレジェンドドラマスペシャル 警護官 内田晋三（2007年1月27日、『トリビアの泉SP』内） - 主演・内田晋三 役
- 弁護士・朝日岳之助 11「笑わせても殺さない」（1998年、日本テレビ） - 進藤 宏明 役
- 聖者の行進（1998年、TBS） - 警官（交番のおまわり） 役
- ショムニシリーズ（1998年 - 2013年、フジテレビ） - 寺崎人事部長 役
- 青の時代 第2・3話（1998年、TBS） - 看守・森下 役
- GTO 第7話（1998年、関西テレビ） - 大島卓三（知佳子の父） 役
- 板橋マダムス（1998年、フジテレビ） - 青沼耕平 役
- ママチャリ刑事（1999年、TBS） - 野島課長 役
- お水の花道 女30歳ガケップチ 第5話（1999年、フジテレビ） - 田中芳太郎 役
- フレッシュドラマシリーズ『最後のデート』（1999年3月20日、TBS） - 西浦洋一 役（主演）
- グッドニュース（1999年、TBS） - 小原徹 役
- あぶない放課後（1999年、テレビ朝日） - 渡利進 役
- ホステス探偵危機一髪（1999年6月14日、TBS） - 朝丘清 役

#### 2000年代
- タクシードライバーの推理日誌 12「殺意のハンドル」（2000年、テレビ朝日） - 窪寺刑事 役
- 税務調査官・窓際太郎の事件簿 4（2000年、TBS） - 若林克実 役
- マッハブイロク特別ドラマ big大作戦（2000年6月29日、フジテレビ） - 水島直人刑事 役
- 花村大介 9話（2000年、関西テレビ） - 野沢伸也 役
- 編集王（2000年、フジテレビ） - 宮史郎太 役
- 科捜研の女 第2シリーズ 第1話（2000年、テレビ朝日） - 夏木隆一 役
- ココだけの話「ビビンパ」 （2001年、テレビ朝日） - 池辺健次郎 役（主演）
- 愛は正義（2001年、テレビ朝日） - 山県健二 役
- 盲人探偵・松永礼太郎 13（2001年、日本テレビ） - 岡部稔 役
- HERO 9話（2001年、フジテレビ） -  高梨輝一郎(刑事)役
- 浅見光彦シリーズ 15 「志摩半島殺人事件」（2001年3月19日、TBSテレビ） - 本橋幸雄 役
- 壁ぎわ税務官シリーズ（2001年 - 2003年、フジテレビ） - 寄木課長 役
  - 壁ぎわ税務官 1（2001年5月4日）
  - 壁ぎわ税務官 2（2002年10月11日）
  - 壁ぎわ税務官 3（2003年3月21日）
- 嫁はミツボシ。（2001年、TBS） - 雨宮 役
- ビューティ7（2001年、日本テレビ） - 田辺店長 役
- 東京007（2001年、フジテレビ）
- 検事・霞夕子 18「心の天使」（2001年、日本テレビ） - 富田刑事 役
- 恋するトップレディ（2002年、関西テレビ） - 小日向益夫 役
- 女子アナ刑事 華麗なる財宝殺人（2002年、フジテレビ） - 河原弘治 役
- あのひとの匂い（2002年、日本テレビ） - 波川信人 役
- 文書鑑定人・白鳥あやめの事件ファイル「三万分の一の告発」（2002年、テレビ東京） - 鷹野欣也 役
- おばさん会長・紫の犯罪清掃日記 ゴミは殺しを知っている3（2002年、TBS） - 島津歳太郎 役
- モーニング娘。サスペンスドラマスペシャル「おれがあいつであいつがおれで」（2002年、TBS） - 斉藤宗一 役
- 熱烈的中華飯店（2003年、フジテレビ） - 小向五郎 役
- 笑顔の法則（2003年、TBS） - 小泉英吉 役
- すいか（2003年、日本テレビ） - 間々田伝 役
- 産婦人科医・南雲綾子 2「四十三歳、初産の女」（2003年、日本テレビ） - 折原耕平 役
- ほんとにあった怖い話3 「染み」（2003年、フジテレビ） - 榊賢作 役
- 川、いつか海へ 6つの愛の物語 2話：三谷幸喜脚本（2003年、NHK総合） - 桑島 役
- 太閤記 サルと呼ばれた男（2003年、フジテレビ） - 柴田勝家 役
- エースをねらえ!（2004年、テレビ朝日） - 岡ひろみの父親 役
- 見当たり捜査25時（2004年、TBS） - 鳴門大輔 役
- 世界の中心で、愛をさけぶ（2004年、TBS） - 松本潤一郎 役
- ペットシッター沢口華子の事件簿2（2004年、TBS） - 新井勝巳 役
- 優しい時間 最終回（2005年、フジテレビ） - 亀田 役
- あいくるしい（2005年、TBS） - 花井芳夫 役
- 日本の、これから（2005年、NHK総合） - 「人口減少社会」内のミニドラマで独身男・高杉隆太 役
- 野ブタ。をプロデュース（2005年、日本テレビ） - 平山一平 役
- 氷壁（2006年、NHK総合） - 工藤敬一 役
- 土曜ワイド劇場特別企画『ユニット』（2006年2月11日、テレビ朝日） - 門脇英雄 役
- 愛と死をみつめて（2006年、テレビ朝日） - 河野健太郎 役
- ちびまる子ちゃん（2006年、フジテレビ） - さくらひろし 役
- こちら新宿駆けこみ寺〜泣き笑い玄さん奮闘記〜（2006年、フジテレビ） - 玄秀哉 役（主演）
- 相棒（テレビ朝日） - 矢木明 役
  - season5 第10話「名探偵登場」（2006年12月13日）
  - season10 第11話「名探偵再登場」（2012年1月11日）
  - season22 第6話「名探偵と眠り姫」（2023年11月22日）[16]
- 拝啓、父上様（2007年、フジテレビ） - 坂下保 役
- MBO 〜経営権争奪・企業買収の行方〜（2007年1月8日、WOWOW） - ギャラクシー・デパート副社長 真鍋広介 役
- 陽炎の辻〜居眠り磐音 江戸双紙〜（2007年、NHK総合） - 竹蔵 役
- 交渉人〜THE NEGOTIATOR〜（2008年1月 - 2月、テレビ朝日） - 片山一義 役
- フルスイング（2008年1月 - 2月、NHK総合） - 高林導宏 役（主演）
- 鯨とメダカ（2008年5月9日、フジテレビ）
- 33分探偵（2008年8月 - 9月、フジテレビ） - 大田原警部 役
- あの戦争は何だったのか 日米開戦と東條英機（2008年12月24日、TBS） - 武藤章軍務局長 役
- 白洲次郎 第2回（2009年3月7日、NHK総合） - 辰巳栄一 役
- 帰ってこさせられた 33分探偵（2009年3月 - 4月、フジテレビ） - 大田原警部 役
- 刑事一代 平塚八兵衛の昭和事件史（2009年6月20日・21日、テレビ朝日） - 石崎隆二 役
- 官僚たちの夏（2009年7月 - 9月、TBS） - 鮎川光太郎 役 （モデルは川原英之）
- 交渉人2（2009年10月 - 12月、テレビ朝日） - 片山一義 役

#### 2010年代
- 特上カバチ!!（2010年1月 - 3月、TBS） - 栄田千春 役
- 大河ドラマ 龍馬伝 第26回 - 最終回（2010年6月27日 - 11月28日、NHK総合） - 西郷隆盛 役
- なぜ君は絶望と闘えたのか（2010年9月25日・26日、WOWOW） - 週刊潮流編集長 小口隆志 役
- 塀の中の中学校（2010年10月11日、TBS） - 編集長 役
- おじいちゃんは25歳（2010年11月、TBS） - 栗原紀彦 役
- 誰(タレ)よりも君を愛す!（2011年4月17日、テレビ静岡） - 老舗うなぎ屋「宇那木」大将・幸平 役（主演）
- ハガネの女 season2（2011年4月 - 6月、テレビ朝日） - 野村敏之 役
- 高校生レストラン 第2話・最終話（2011年5月14日・7月2日、日本テレビ） - 風間 役
- ドン★キホーテ（2011年7月 - 9月、日本テレビ） - 鯖島仁（城田正孝） 役
- ボクら星屑のダンス（2011年10月6日、テレビ東京） - 浅井久平 役（主演）
- もう誘拐なんてしない（2012年1月3日、フジテレビ） - 安川忠雄 役
- 連続テレビ小説 梅ちゃん先生（2012年4月 - 9月、NHK総合） - 下村建造 役
- 世にも奇妙な物語（フジテレビ）
  - 2012年 秋の特別編「来世不動産」（2012年10月6日） - （主演）
  - '20秋の特別編「アップデート家族」（2020年11月14日） - 黒崎睦夫 役（主演）[17]
- 松本清張没後20年特別企画 事故〜黒い画集〜（2012年12月12日、テレビ東京） - 高田京太郎 役（主演）
- メイドインジャパン（2013年1月 - 2月、NHK総合） - 迫田貴弘 役
- ビブリア古書堂の事件手帖（2013年1月 - 3月、フジテレビ） - 志田肇 役
- 確証〜警視庁捜査3課（2013年4月 - 6月、TBS） - 萩尾秀一 役（主演）
- 天魔さんがゆく 第10話（Episode.9、最終話、2013年9月23日、TBS） - 益子（木野俣村の村長） 役
- ビター・ブラッド（2014年4月 - 6月、フジテレビ） - 鍵山謙介 役
- パンドラ〜永遠の命〜（2014年4月27日、WOWOW） - 黒岩忠嗣（捜査一課警部補） 役
- 殺人偏差値70（2014年7月2日、日本テレビ） - 宮原仙一 役
- おやじの背中 第8話「駄菓子」（2014年8月31日、TBS） - 春部森造 役
- 悪貨（2014年11月 - 12月、WOWOW） - 後藤伸五 役
- 松本清張「霧の旗」（2014年12月7日、テレビ朝日） - 阿部啓一 役
- オリエント急行殺人事件（2015年1月11日・12日、フジテレビ） - 莫（鉄道省の重役） 役
- 紅白が生まれた日（2015年3月21日、NHK総合） - 山田孝介 役[18]
- 迷宮捜査（2015年5月10日、テレビ朝日） - 鷹栖誠司 役[19]
- 僕らプレイボーイズ 熟年探偵社（2015年7月 - 9月、テレビ東京） - 岩瀬厚一郎 役（主演）
- 富士ファミリー（2016年1月2日、NHK総合） - 春田雅男 役[20]
- 水曜ミステリー9特別企画 鎖 女刑事 音道貴子（2016年7月6日、テレビ東京） - 滝沢保 役[21]
- 時をかける少女（2016年7月 - 8月、日本テレビ） - 三浦浩 役
- スーパーサラリーマン左江内氏（2017年1月 - 3月、日本テレビ） - 簑島光男 役
- テミスの剣（2017年9月27日、テレビ東京） - 鳴海健児 役
- オトナ高校（2017年10月 - 12月、テレビ朝日） - 権田勘助 役[22]
- ヘッドハンター 第1話（2018年4月16日、テレビ東京） - 五十嵐文雄 役
- そろばん侍 風の市兵衛 第2部（2018年6月16日 - 6月30日、NHK総合） - 磐栄屋天外 役
- ドロ刑 -警視庁捜査三課- 第1話（2018年10月13日、日本テレビ） - 瀬戸正次郎（キツツキのマサ） 役
- 今日から俺は!! 第6話（2018年11月18日、日本テレビ） - 暴力団組長 役
- デジタル・タトゥー（2019年5月18日 - 6月、NHK総合） - 主演・岩井堅太郎 役（瀬戸康史とのダブル主演）[23]

#### 2020年代
- ワケあって火星に住みました〜エラバレシ4ニン〜（2020年1月24日 - 2月28日、WOWOW） - 坂本 役
- 柳生一族の陰謀（2020年4月11日、NHK総合） - 徳川義直 役[24]
- 夜がどれほど暗くても（2020年11月22日 - 12月13日、WOWOW） - 鳥飼成人 役
- うつ病九段（2020年12月20日[25]、NHK総合） - 先崎章 役[26]
- 当確師（2020年12月27日、テレビ朝日） - 鏑木次郎 役
- 孤独のグルメ 2020 大晦日スペシャル～俺の食事に密はない、孤独の花火大作戦!～（2020年12月31日、テレビ東京） - 丸山仁志 役
- おもひでぽろぽろ（2021年1月9日、NHK総合） - 岡島建造 役
- 青のSP―学校内警察・嶋田隆平―（2021年1月 - 3月、関西テレビ・フジテレビ） - 木島敏文 役
- アノニマス〜警視庁“指殺人”対策室〜 第5話 - 最終話（2021年2月22日 - 3月15日、テレビ東京） - 城ヶ崎明文 役[27][28]
- プロミス・シンデレラ（2021年7月 - 9月、TBS） - 片岡家執事・吉寅英二 役[29]
- 冤罪犯（2021年8月30日、テレビ東京） - 安川伸治 役
- 古見さんは、コミュ症です。（2021年9月 - 10月、NHK総合） - ナレーション
- 正義の天秤 第3回（2021年10月9日、NHK総合） - 長谷川政尚 役
- 混声の森（2022年3月26日・27日、NHK BS4K / 2022年7月23日・30日、NHK BSプレミアム） - 鈴木道夫 役[30]
- オールドルーキー（2022年6月 - 9月、TBS） - 葛飾吾郎 役[31]
- 定年オヤジ改造計画（2022年7月25日、NHK BSプレミアム、BS4K） - 荒木 役[32][33]
- 帰らないおじさん（2022年10月 - 12月、BS-TBS） - スーパーの店長・渡辺さん 役[34]
- スタンドUPスタート（2023年1月18日 - 3月29日、フジテレビ） - 山口浩二 役[35]
- NHKスペシャル 南海トラフ巨大地震（2023年3月4日、NHK総合） - 大迫秀雄 役[36]
- 合理的にあり得ない〜探偵・上水流涼子の解明〜 第3話（2023年5月1日、関西テレビ・フジテレビ） - 高円寺裕也 / 谷川修 役[37]
- 9ボーダー 第5話・第6話（2024年5月17日・24日、TBS） - 大庭五郎 役
- 連続テレビ小説 虎に翼 第76回 - 第96回（2024年7月15日 - 8月12日、NHK総合） - 杉田太郎 役[38]
- 無能の鷹（2024年10月11日 - 11月29日、テレビ朝日） - 朱雀又一郎 役[39]
- 大河ドラマ べらぼう〜蔦重栄華乃夢噺〜（2025年1月5日 - 、NHK総合） - 駿河屋 役[40]
- 失踪人捜索班 消えた真実（2025年4月11日 - 6月6日、テレビ東京） - 奥澤賢吾 役[41]
- I, KILL（2025年5月18日 - 6月22日、WOWOW） - 源三郎 役[42]

### 配信ドラマ
- オトナ高校スピンオフ〜炎上のチェリークリスマス❤〜（2017年12月17日、AbemaTV） - 権田勘助 役

### 映画
- ウェルター（1987年、東宝）
- ORGAN（1996年）
- 催眠（1999年、東宝、TBS） - マラソンのコーチ 役
- ざわざわ下北沢（2000年） - 桜 役
- ジュブナイル（2000年） - 坂本祐介の父親 役
- 真夜中まで（2001年） - ラストシーンのカップル 役
- いぬのえいが「CMよ、どこへ行く」（2005年） - 小野田 役
- タナカヒロシのすべて（2005年） - 上司・小林専務 役
- 星になった少年（2005年） - 小川耕介 役
- 男はソレを我慢できない（2006年） - チャーリー鮫島 役
- フラガール（2006年） - 木村清二 役
- 無花果の顔（2006年） - 新しい父親 役
- 阿波DANCE（2007年） - 立智花孝雄 役
- HERO（2007年）
  - 現場の付近を偶然に通りかかったときにエキストラ役を買って出て、ノーギャラ出演（カメオ出演）となった。
- 象の背中（2007年） - 佐久間清 役
- 西の魔女が死んだ（2008年） - 郵便屋さん 役
- 交渉人 THE MOVIE タイムリミット高度10,000mの頭脳戦（2010年） - 片山一義 役
- 謝罪の王様（2013年） - 南部哲郎 役
- 花戦さ（2017年） - 吉右衛門 役[43]
- BLOOD-CLUB DOLLS（2018年） - 武藤総理 役
- 99.9 -刑事専門弁護士- THE MOVIE（2021年12月30日） - 重盛寿一 役[44][45]
- ウェディング・ハイ（2022年3月12日） - 財津俊彦 役[46]
- 劇場版 ラジエーションハウス（2022年4月29日） - 及川貴史 役[47]
- 向田理髪店（2022年10月7日[注 8]） - 向田康彦 役（主演）[49]

### 舞台
- ゴジラ（1987年 - 1992年、劇団離風霊船）
- ラジャ〜お父さんのガリバー旅行記〜（1989年、青山円形劇場）
- 赤い鳥逃げた…（1989年・1995年、劇団離風霊船）
- ラストスパート（1991年、劇団離風霊船）
- 「誕生」するなら…（1994年、劇団離風霊船）
- 烏賊ホテル（1994年）あなただけ、今晩は Part 5
- 力こぶ（1994年、しあわせの会、タイニイアリス）出演、プロデュース
- 青木さん家の奥さん（1998年・2000年、南河内万歳一座）
- きらめく星座（1999年、こまつ座全国公演）
- 夢の裂け目（2001年・2010年、新国立劇場小劇場）
- 第17捕虜収容所（2001年）
- おかしな 2人（2002年、パルコ劇場）
- 夢の泪（2003年、新国立劇場小劇場）
- 美しきものの伝説（2004年、紀伊國屋ホール）
- ダム・ウェイター（2004年、シアタートラム）
- ピローマン（2004年、パルコ劇場）
- 新編・吾輩は猫である（2005年、シアタートラム）
- 屋上の狂人（2006年、シアタートラム）
- 夢の痂(かさぶた)（2006年、新国立劇場小劇場）
- 夢のゆりかご（2006年）紀伊國屋ホール）
- 禿禿祭(はげちびさい)（2007年、世田谷パブリックシアター）
- 写楽考（2007年、Bunkamura シアターコクーン）
- シェイクスピアソナタ（2007年、パルコ劇場）
- 瞼の母（2008年、世田谷パブリックシアター）
- KERA・MAP#005「あれから」（2008年、世田谷パブリックシアター）
- 夜の来訪者（2009年、紀伊國屋ホール）
- バンデラスと憂鬱な珈琲（2009年、世田谷パブリックシアター）
- 叔母との旅（2010年・2012年、青山円形劇場）
- 大人は、かく戦えり（2011年、新国立劇場小劇場）
- シレンとラギ（2012年、青山劇場）
- 彩の国シェイクスピア・シリーズ第28弾『ヴェニスの商人』（2013年、彩の国さいたま芸術劇場など）
- グッドバイ（2013年、シアタートラム）
- 抜目のない未亡人（2014年、新国立劇場中劇場）
- 鼬（2014年、世田谷パブリックシアター）
- ナイスガイ in ニューヨーク（2016年、シアタークリエなど）[50]
- 黒塚家の娘（2017年、シアタートラム）
- お蘭、登場（2018年、シアタートラムなど）
- 恋のヴェネチア狂騒曲（2019年、新国立劇場中劇場）
- 女の一生（2020年・2022年、新橋演舞場など）
- Home, I'm Darling〜愛しのマイホーム〜（英語版）（2021年、シアタークリエ）[51]
- セールスマンの死（2022年、パルコ劇場）[52]
- いきなり本読み! in 東京芸術劇場（2022年、東京芸術劇場プレイハウス）
- 帰ってきたマイ・ブラザー（2023年、世田谷パブリックシアターなど）
- 奏劇 vol.3『メトロノーム・デュエット』（2023年、よみうり大手町ホール） - 山脇 役（主演）[53]
- 橋からの眺め（2023年）
- 海をゆく者（2023年・2024年、パルコ劇場など）[54]
- リア王（2024年、東京芸術劇場プレイハウスなど） - ケント伯 役[55][56]
- 昭和から騒ぎ（2025年、世田谷パブリックシアターなど）[57][58]

### 劇場アニメ
- ブレイブ ストーリー（2006年） - 三谷明 役[59]
- カラフル（2010年） - 真の父 役[60]
- 劇場版ポケットモンスター ベストウイッシュ キュレムVS聖剣士 ケルディオ（2012年） - キュレム 役
- ちびまる子ちゃん イタリアから来た少年（2015年） - りょう（緑川良次） 役[61]

### テレビアニメ
- おじゃる丸（2014年） - 蝉丸 役

### 吹き替え
- 映画 かいじゅうたちのいるところ（2010年） - キャロル 役

### テレビ（バラエティ）
- Matthew's Best Hit TV（2002年 - 2005年、テレビ朝日）準レギュラー
- トリビアの泉 〜素晴らしきムダ知識〜（2002年10月 - 2012年、フジテレビ）司会
- 爆笑ヒットパレード（2004年 - 2007年、フジテレビ）司会
- ネプリーグ（2006年8月28日 - 、10回出演、フジテレビ）
- 爆笑レッドカーペット（2007年 - 2010年、フジテレビ）司会（CEO）
- おじさんスケッチ（2010年10月11日、フジテレビ）コント出演
- おじさんスケッチ2（2011年1月6日、フジテレビ）コント出演
- SKETCH MAN〜スケッチマン〜（2012年2月17日、フジテレビ）コント出演
- 予約殺到!スゴ腕の専門外来SP1・2（2012年12月20日・2013年3月28日、毎日放送）司会
- タモリ倶楽部（テレビ朝日・不定期）
- 発見!タカトシランド（北海道文化放送）
  - 2023年8月11日 - 琴似・二十四軒エリアでイイとこ探し!
  - 2023年8月18日 - 西区・西野二股エリアでイイとこ探し!

### ナレーション
- しあわせドキュメント 結婚までの1週間（2008年4月 - 2009年3月、BS朝日）
- おふろダイアリー（2008年10月 - 2010年3月、フジテレビ）
- にっぽん紀行（2009年8月24日、NHK総合）案内人・ナレーション
- キッチンが走る!（2010年10月1日 - 2017年3月27日、NHK総合、関東・甲信越ローカル）
- 中国遺産物語（2011年6月11日 - 全6話、BSフジ）
- 原爆ドーム 〜その名に遺されたもの〜（2019年8月6日、テレビ新広島）

### ラジオ
- ランドオーヴァー シリーズ1 魔法の王国売ります（1995年、NHK-FM『青春アドベンチャー』） - フィリップ 役
- 高橋克実と山瀬まみ おしゃべりキャッチミー（2007年4月 - 2010年6月、ニッポン放送）
- 第35回ラジオ・チャリティ・ミュージックソン（2009年12月24・25日、ニッポン放送）メインパーソナリティ
- 高橋克実なんだもの!（2010年10月 - 2012年3月、ニッポン放送）
- ナイタースペシャル『高橋克実と山瀬まみ ニッポンを救う!?スゴすぎる女性グランプリ』（2011年9月23日、ニッポン放送発NRNネット）
- 砂の声（2019年11月16日、NHK-FM『FMシアター』） - 西原 役
- 四日間家族（2024年、NHK-FM『青春アドベンチャー』） - 長谷部康夫 役
- マミーロード（2025年、ニッポン放送） - チョー 役（主演）[62]

### CM
- 三条信用金庫 (幼少期)
- マクドナルド
  - 『近道編』（1994年）
  - ごはんバーガー『窓際の女篇』『様々な人生篇 』（2020年2月 - ）[63]
- NTT東日本『ISDN iナンバー』（1999年）
- アメリカンファミリー生命保険『新健康応援団MAX』（2001年）
- ネピア（2004年）
- ヘーベルハウス（2004年）※声のみの出演
- キリンビール キリン秋味（2004年）
- 江崎グリコ ZEPPIN（2004年）
- セイコーエプソン カラリオ
  - 『まさみの日記・ケータイ篇』（2005年10月 - ）
  - 『まさみの日記・EC篇』（2005年10月 - ）
  - 『まさみの年賀状作り篇』（2005年11月 - ）
  - 『みんなでポン!篇』（2006年1月 - ）
  - 『失敗卒業篇』（2006年2月 - ）
  - 『我が家の笑顔篇』（2006年2月 - ）
  - 『まさみと父のプレゼント篇』（2006年9月 - ）
  - 『父の想い篇』（2006年10月 - ）
  - 『家族でぎゅーっ!と篇』（2006年11月 - ）
  - 『デデデデデデデ、出た!篇』（2006年11月 - ）
  - 『ぜ〜んぶおまかせ篇』（2007年2月 - ）
- サントリー 胡麻麦茶（2008年 - ）
- くめ・クオリティ・プロダクツ くめ納豆（2010年10月 - ）
- NTTドコモ『ドコモ田家』（2013年1月 - ）チチドコモダケ役。
- ダイハツ工業『ムーヴ』（2013年）
- サンヨー食品『サッポロ一番 グリーンプレミアム0（ゼロ）』（2015年）[64]
- ソフトバンク
  - 『白戸家・クイズ番組編』司会者

### CD
- ぎんなん楽団カルテット（avex trax、2014年11月5日発売）
  - チャラン・ポ・ランタンとのデュエット。NHK『みんなのうた』2014年10月・11月放送。

### テレビ（その他）
- わたしのきもち（NHK教育 （2004年4月 - 2010年3月）ぶんちゃかトリオの声
- きょうの料理SP（NHK教育）（2009年8月24日）
- NHKのドキュメンタリー番組（『課外授業 ようこそ先輩』、『世界ふれあい街歩き』、『スポーツ大陸』、『熱中時間 忙中"趣味"あり』、『ドキュメント20min.』、『1964東京オリンピック』）
- EURO24 テレビでイタリア語 （2011年3月28日 - 9月19日、2012年10月1日 - 2013年3月18日、NHK教育テレビ）ナビゲーター
- この駅 この逸品（テレビ愛知、2014年7月4日 - 2014年9月26日）
- みんなのうた（『ぎんなん楽団カルテット』、NHK総合、2014年10月 - 11月）
- 直撃LIVE グッディ!（フジテレビ、2015年3月30日 - 2020年9月25日） - メインキャスター[65]
  - 2016年12月から始まる2年ぶりとなる舞台「ナイスガイ in ニューヨーク」(稽古は2016年11月)に出演する為に2016年11月は水・木を担当し、2016年12月は八嶋智人が代役メインキャスターとして月 - 金を担当[66]。
  - 2018年6月 お蘭、登場（シアタートラム）に出演する為に、2018年6月11日から7月27日まで八嶋智人が代役メインキャスターとして月 - 金を担当[67]。
- THE TIME,（TBS、2024年6月3日 - 6月24日、2025年4月4日-4月25日） - 月曜日マンスリーレギュラー、[68]金曜日マンスリーレギュラー